# 刘卫国 (1955年)
刘卫国（1955年—），江苏无锡人，汉族，中华人民共和国政治人物、第十二届全国人民代表大会上海地区代表。
毕业于上海大学管理工程专业，加入中国共产党。2013年，被选为全国人大代表。